# Федр (Платон)
«Федр» (грец. Φαῖδρος) — діалог Платона, написаний приблизно у період 399—390 років до н. е., пізніше за «Бенкет» і «Державу», але раніше, ніж «Парменід» і «Теетет».
Діалог відбувається між Сократом і його товаришем Федром, які обговорюють міркування Лісія. Основу твору складають три промови на тему любові, які слугують метафорами для обговорення належного використання риторики. Вони стосуються тем душі, божевілля, божественного натхнення, а також практики і майстерності мистецтва.

## Дійові особи та місце дії
Діалог подається як розмова Сократа з Федром, якого він зустрів на околиці Афін. Федр щойно прийшов з дому Епікрата в Афінах, де Лісій, син Кефала і відомий логограф, виголосив промову про кохання. Сократ, заявивши, що в нього «хвороблива пристрасть до слухання промов» йде разом із Федром у сільську місцевість, сподіваючись, що Федр повторить промову. Вони сидять над потоком під платаном, і весь наступний діалог складається з промов і обговорення. Діалог цей дещо незвичний, адже не ставить перед собою переказ подій певного дня, як у «Бенкеті». 
Діалог дається безпосередньо, у прямих промовах Сократа і Федра, без інших співрозмовників, і представляється й подається так, наче читач сам присутній при розмові. Це відрізняється від таких діалогів, як «Бенкет», у якому Платон встановлює певну дистанцію між подіями того дня та нашими сприйняттям них, явно даючи нам неповний звіт від третьої особи.
Щойно вони заходять у сільську місцевість, Сократ намагається переконати Федра повторити  почуту ним промову Лісія. Федр виправдовує своє небажання говорити, але Сократ підозрює, що Федр має запис промови з собою. Сократ нагадує Федру, що Лісій ніколи не погоджується на пряму дискусію з Сократом, а тому лише Федр може донести промову Лісія. Федр здається і погоджується зачитати чуту промову.

## Зміст
Діалог складається з трьох промов на тему кохання, що слугує темою для побудови дискусії про правильне використання риторики. Ці промови включають дискусії про душу, божевілля, божественне натхнення, та майстерність у мистецтві.

### Вступ
Сократ стрічає обдарованого юнака Федра, який провів ранок у софістичного оратора Лісія і тепер вийшов прогулятися за місто. Позаяк у Федра був з собою сувій промови Лісія про любов, то Сократ наполягає на прочитанні цієї промови, для чого обидва співрозмовники вибирають затишний куточок в афінському передмісті.

### Промова Лісія
Філософ доводить, що закоханий не повинен надавати більше уваги тому, хто його любить, ніж тому, хто його не любить. Докази наповнені життєвими міркуваннями, які виражені в мові Лісія настільки просто, що не вимагають якого-небудь коментаря. Але з приводу цієї промови у Сократа і Федра виникає дружня суперечка, в результаті якої Федр переконує Сократа виголосити ґрунтовнішу промову про кохання.

### Перша промова Сократа
У цій промові є три основні пункти:
1) Передусім треба визначити, що таке любов (це було відсутнє в промові Лісія), а вже потім вирішувати питання про її користь.
2) Любов є потяг або природний і вроджений (стихійний), або набутий (розумний).
3) Нерозумно любляча істота таким же хоче зробити і свого коханого, відвертаючи його від філософії, від спілкування з іншими людьми і взагалі від розуму, роблячи його невігласом, здатним лише задовольняти хіть люблячого, неробою, позбавленим мужності на війні, котрий зневажає своїх близьких, родичів і друзів, свій добробут, оселю, шлюб, своїх майбутніх дітей, вічно схильним до докучливого приставання з боку люблячого, а можливо, і терпить його віроломне «охолодження». Таким чином, закоханий має добре розуміти, хто його любить, а не бути в цьому нерозбірливим. Також не розрізняючи моральності і аморальності, Лісій виставив свою тезу в бездоказовій формі, оскільки любов може бути різна. З подальшої бесіди Сократа і Федра слідує потреба обговорити не тільки безрозсудне та аморальне кохання, але й любов позитивну і піднесену.

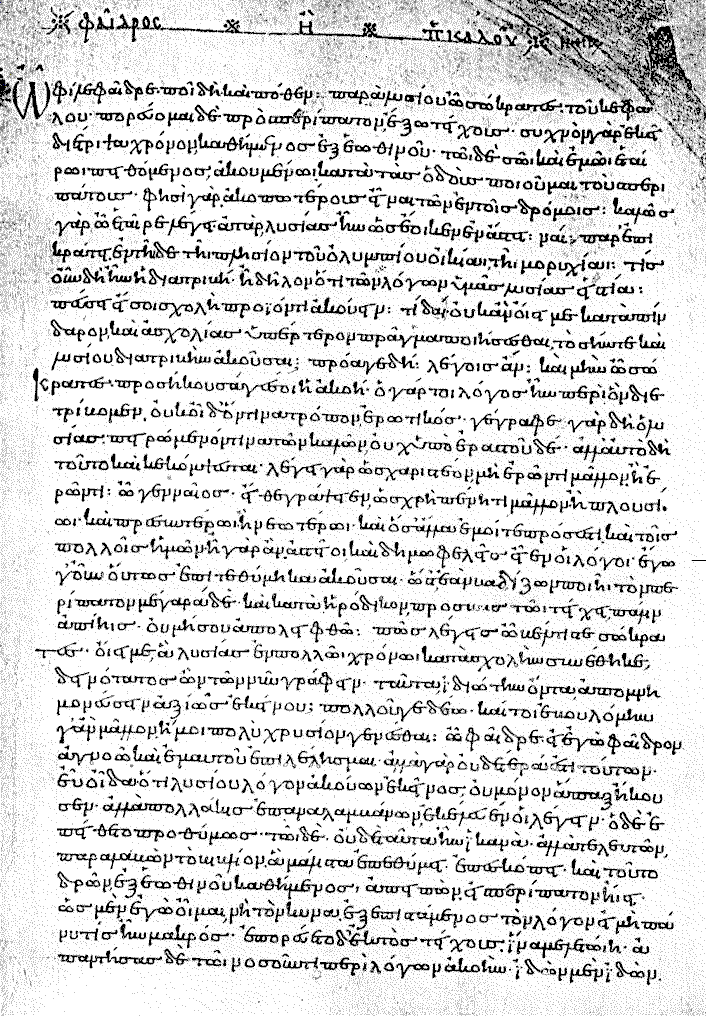
Початок «Федра», середньовічний манускрипт (895 р.)

### Друга промова Сократа
Природа любові. З попередньої мови Сократа зовсім не робиться висновок, що потрібно догоджати не закоханому, а байдужому. Справа в тому, що шаленство (а любов і є шаленство) аж ніяк не завжди є злом, але може мати і позитивний зміст, бути «правим шаленством», тобто справжнім божественним даром, як це й видно у стародавніх пророків. «Шаленство, яке у людей від Бога, прекрасніше розважливості, властивості людського».
Перераховуються типи «правильного» шаленства. Крім ворожінь і пророцтв, а також релігійного очищення, існує ще третій вид шаленства — від муз, поетичний, який набагато вище всякої розсудливої (тобто розумової) поезії. Про четвертий вид шаленства — ідеальну любов — Платон говорить нижче.
Для поглибленого розуміння шаленства, яке має, очевидно, духовний, або душевний, а не елементарно-фізичний характер, потрібно точно встановити саме поняття душі. Тіло не може рухати саме себе, воно рухається тільки під впливом іншого тіла. Однак це означає (якщо ми, говорячи мовою філософів новітнього часу, не хочемо зациклитись), що існує щось таке, що рухає саме себе, тобто не є тілом. А позаяк саморушне вже не потребує чогось іншого для свого існування, то воно не може і припинити свого руху, тобто загинути. Начало, що самостійно рухається та є безсмертним — називається душею.
Любов небесна та земна. Сократ вдається до пояснення душі не за допомогою складних понять, а за допомогою того, що легко уявити: душа кожного бога і людини є колісниця, що рухається одним розумним і одним нерозумним, а керується вона візником — розумом; колісниці дванадцяти загонів богів рухаються по небесах цілком рівномірно і безтурботно, колісниці ж людей, тобто душі людей, керуються погано, тому часто падають з неба на землю і втілюються в тілах смертних.
Божественні душі рухаються разом з небом, а їх візничий бачить те, що вище неба, тобто істинне буття, вічно незмінне і прекрасне, в якому перебувають справедливість-в-собі, розсудливість-в-собі, знання-в-собі та інші чесноти. Людські ж душі тільки іноді мають можливість заглянути в занебесне «поле істини» і оскільки це дається насилу і далеко не всім, то серед людських душ на небі виникають штовханина і безлад. Перераховується 9 розрядів душ в порядку спадання, залежно від доступних їм небесних видінь: філософ, законослухняний цар, діяч, гімнаст і лікар, віщун, поет чи взагалі наслідувач, софіст або демагог, тиран. Всі душі кожне тисячоліття втілюються в земному тілі і піддаються суду за прожите життя, повертаючись на небо тільки через десять таких тисячоліть. Виняток становлять лише ті, хто бачили істинне буття; падаючи на землю, вони стають філософами, любителями краси, відданими Музам і Еротові, і після трьох таких перевтілень вже назавжди залишаються на небі разом з богами, здійснюючи звичайний небесний коловорот. Постійні спогади на землі про небесні видіння і несамовите прагнення до неба — це і є справжнє шаленство і справжня закоханість, яке вбачає в улюбленому відблиск небесної краси. Дається детальна картина пристрасного стану люблячого в цьому сенсі з характеристикою любові на основі даного вище вчення про колісницю душ.

### Теорія красномовства на основі вчення про душу
Сократ робить вступ про важливість і потрібність красномовства і про недоліки звичайних його прийомів. Він каже: правильна мова має виходити з істинного визначення свого предмета і уникати будь-яких тільки правдоподібних і приблизних уявлень про цей предмет, оскільки не можна, наприклад, переконувати придбати коня, не знаючи, що таке кінь і для чого він потрібен, і не можна вихваляти віслюка, не маючи точного про нього поняття. Якщо навіть допустити, що красномовство є мистецтво і що у будь-якого мистецтва свої прийоми, то навіть і ці прийоми потребують визначення того, що справді існує, бо інакше вони самі по собі не будуть здатні переконати когось у правоті.
Тож потрібна ілюстрація цього на прикладі виголошених промов. У промові Лісія абсолютно нема визначення любові; тому вона сповнена випадкових висловлювань, то правильних, то хибних. На противагу цьому перша промова Сократа виходила з припущення низької любові і робила висновки, що звідси виходили; друга ж промова Сократа виходила вже з піднесеного розуміння любові і виробила правильний її поділ на чотири різновиди.
Тому правильний метод складання промов полягає:
по-перше, в «здібності, охоплюючи все загальним поглядом, зводити до єдиної ідеї те, що всюди розрізнено»;
по-друге, в «здібності розділяти усі види, на природні складові частини», а таке вміння зводити видове до загального і із загального отримувати видове, без чого не можна мислити і говорити, є діалектика.
Далі докладно говориться про обов'язкові частини промови у зв'язку з теоріями тодішніх риторів і знову висувається теза про потребу попереднього визначення предмета мовлення, для того щоб промова була цілком переконливою, причому перше, що підлягає тут визначенням, — це душа в її єдності і роздільності.
Наприкінці відбувається критика з цієї точки зору теорії правдоподібності. Говориться про другорядне значення записаного тексту промови в порівнянні з живою і одухотвореною співбесідою; загальне резюме про правильне складання промов.
Завершується діалог висновком усієї теорії красномовства і молитвою Сократа.

## Інтерпретації та основні теми

### Безумство та божественне натхнення
У «Федрі», Сократ робить досить сміливе твердження, що деякі з найбільших благословень життя походять від божевілля, і він роз'яснює це пізніше, зазначивши, що він має на увазі конкретно до божевілля, яке натхненне богами. Після початку помітивши що «пейзажі та дерева не мають нічого, щоб навчити мене, тільки люди можуть»[230d], Сократ продовжує робити постійні зауваження з приводу присутності й дії богів у цілому, природа богів, таких як Пан і німфи, і муз, на додаток до незвичності явні характеристики свого демона. Важливість божественного натхнення демонструється в його зв'язку з значенням релігії, поезії і мистецтва, і, перш за все, любов. Ерос, так само, як у «Бенкеті», протиставляється від простого бажання приємним і дали більш високу, небесну функцію. На відміну від діалогу «Іон» справу з безумством і божественне натхнення в поезії та літературної критики, божевілля тут має йти твердо рука об руку з розумом, навчанням та самоконтролю в любові і мистецтва. Ця досить смілива заява протягом століть спантеличувала читачів і дослідників робіт Платона, тому що це ясно показує, що Сократ бачив справжню цінність в ірраціональних елементах людського життя, незважаючи на багато інших діалогів, які показують, як він лається, що треба розповсюджувати красу і, що мудрість є найбільш красива річ з усіх.

### Жак Дерріда про «фармакон»
Жак Дерріда досліджував неперекладне поняття з цього діалогу Pharmakon зміст якого включає одночасно і «кошти», і «рецепт», і «наркотики», і «зілля».
Зокрема, Деріда пише: 
«Випадковість чи це побіжне згадування Фармакеї на початку Федра? Щось на зразок затравки (hors — d'œuvre)? Поблизу Іліс Фармакеї було присвячене джерело, „можливо цілюще“, зауважує Робен. Запам'ятаємо, у всякому разі, таке: що маленьке плямочка, як би петелька (macula), мітить на вивороті тканини, для всього діалогу, сцену цієї діви, скинутої в безодню, захопленою смертю, коли вона грала з Фармакеєю. Фармакея (Φαρμάκειά) — це також ім'я загальне, що означає пригощання зіллям (φάρμακον): ліками та/або отрутою. „Отруєння“ не було менш поширеним сенсом „Фармакеї“. Від Антифонта до нас дійшла логограма „Про обвинувачення мачухи в отруєнні“ (Φαρμακείας κατὰ τῆς μητρυιάς). Своєю грою Фармакея захопила до смерті якусь невинну чистоту».

### Закоханість
Для Платона — це є хворобливий та безрозсудний стан [231c-d; 233b].
Платон у своєму славнозвісному діалозі «Федр», який в давньогрецьких списках має назву «Про любов», досить фундаментально досліджує поведінку люблячих у дискурсі закоханості:
1) у закоханих присутнє поєднання сміливості та слабкості [231c-d]
Суб'єкти закоханості, на думку давньогрецького мислителя, амбівалентні, оскільки вони, з однієї точки зору, ладні на все, щоб догодити предмету закоханості, всім його забаганкам і бажання, водночас коли їм щось не вдається зробити заради тих, у кого вони закохані, вони так засмучуються і тужать, що не знаходять собі місця.
2) головний момент у дискурсі закоханості — це побачення та діалог [232b];
Діалог закоханих — це не просто буденна розмова, а діа-лог в якому народжується Ти і Я. Без діалогу закоханість не може існувати, адже це буде монолог. Діалог не лише між тілами, але й між душами, за який люблячі несуть повну відповідальність як ні перед чим іншим. У діалозі створюється особлива якість людей, які вже не можуть існувати один без одного, але існують вже як Ми.
3) у закоханості люблячі дуже вразливі особливо з боку інших людей [232c];
На думку сучасного філософа В. Малахова, під вразливістю любові мається на увазі вразливість люблячого серця страждання кінечністю, самою онтологічною незабезпеченістю предмета закоханості. Любов крихка, і люблячі частіше страждають від жорстокості своїх коханих. Люди стають такими вразливими через нерозуміння.
4) закохані дуже позитивно ставляться один одного, проте, коли минає почуття, вони розкаюються в цьому [231а];
Особистість, у яку ми закохані, стає для нас — втіленням всього людства, вона є для нас «єдиною, милою». Ми не можемо по-іншому ставитися до такої особистості. Адже саме ця людина надає нам сенс існування і всього, що нас оточує. Жоден індивід, хоч який би він був нам близький(батьки, діти, сестри/брати, друзі), не може «дати» те, що нам дарує та особа, в яку ми палко закохані.
5) той, хто закоханий, мусить бути готовим багато працювати, до жертовності заради тієї, кого любить, а й іноді і до страждання [231b, 233c];
Праця в закоханості означає те, що вона несе з собою багато нещасть, любовна історія сповнена труднощами. Любов сама собі висуває неминуче випробування, тому, що вона виходить за рамки чинної ціннісно-нормативної системи. Трагічність любові знаходить своє найбільш яскраве виявлення в її кінці: або вмирає любов, або вмирає той, кого люблять.
6) закохані бояться, щоб хтось з них побачив іншого в девіантній чи аморальній поведінці [Phaedr.233b]
Цим аспектом Платон зазначає про те, що закохані намагаються не чинити чогось лихого. Вже істинна закоханість (не лише тілесна пристрасть) передбачає вигнання зла з свого серця і налаштування своєї свідомості лише на добродіяння. Закоханість, за природою несумісна зі злом і не вимагає злочинів типу «заради любові», бо тоді ж ми втрачаємо це прекрасне і світле почуття в собі і до нас самих.

### Риторика, філософія та мистецтво
Федр також по дорозі намагається пояснити, як мистецтво має бути реалізовано на практиці. Обговорюючи риторику, відповідну практика її знаходиться насправді в філософії; адже остання має багато спільного з роллю Сократа як «помічника в душі» в «Теететі». Практикуючи мистецтво, потрібно мати уявлення про правду і правильне розуміння душі, щоб точно переконувати. Крім того, потрібно мати уявлення про те, добре це чи погано для душі і, як наслідок, знати, що душу слід переконати в потрібному напрямку. Щоб практикувати мистецтво, треба знати, що таке мистецтво, і саме за допомогою цього він може зробити певні досягнення.
Роль божественного натхнення у філософії також повинна бути розглянута; філософ вражений четвертим видом безумства, що є любов, і саме це божественне натхнення, яке приводить його і його предмет любові до добра, але тільки тоді, коли загартовані себе контролювати.
Писемність розглядається окремо, але в кінцевому рахунку ототожнюється з філософією і риторикою, трохи застаріла, вона заявила, що лист може зробити небагато, але нагадати тим, хто вже знає, чимось нагадує застереження архетипових майстрів-дзен, що «ті, хто знає, знають». На відміну від діалектики і риторики, писемність, не може бути адаптована до конкретних ситуацій; письменник не може дозволити собі розкіш вивчення душі своїх читачів для того, щоб визначити правильний спосіб переконати. Коли напали на нього — не може захистити себе, і не в змозі відповісти на питання або спростувати критику. Таким чином, філософ використовує письмову форму «заради забавки» та інші подібні речі, а не для навчання інших. Письменник же тоді тільки є філософом, коли він сам може стверджувати, що його написані твори мають невелику цінність.